# Siegfried Heier
Siegfried Heier (* 4. Mai 1946 in Vellberg) ist ein deutscher habilitierter Ingenieur und Hochschullehrer. Er zählt zu den angesehensten Wissenschaftlern der Windenergietechnik und ist Autor zweier Standardwerke in diesem Fachgebiet.

## Leben und Wirken
Nach Studium und Promotion über Windkraftanlagen im Netzbetrieb war er bis zu seiner Emeritierung im Jahr 2011 mehr als 30 Jahre als Dozent an der Universität Kassel tätig, wo er zuletzt als Professor Leiter des Bereichs Windkrafttechnik am Fachgebiet Elektrische Energieversorgungssysteme des Instituts für Elektrische Energietechnik war. Seine Schwerpunktthemen in der Forschung waren die Komponenten- und Anlagenentwicklung, Systemregelung und die Netzintegration von Windkraftanlagen. Er ist Autor mehrerer maßgebender Lehrbücher, die z. T. auch ins Englische übersetzt wurden und im Deutschen in mehreren überarbeiteten Fassungen aufgelegt wurden (s. u.). Zudem publizierte er über 100 Fachaufsätze. 
Heier war darüber hinaus in verschiedenen nationalen und supranationalen Organisationen aktiv. Von 2003 bis 2009 war er Vorsitzender des Wissenschaftlichen Beirates beim Bundesverband Windenergie und bis Ende 2010 stellvertretender Vorsitzender im Komitee für die Zertifizierung und wiederkehrende Prüfung von Windkraftanlagen beim Germanischen Lloyd. Außerdem war er bis März 2012 berufenes Mitglied im VDI-Fachausschuss Regenerative Energie und sprach als Experte in Ausschüssen der EU sowie der Internationalen Energieagentur.

## Ausgewählte Monographien
- Windkraftanlagen. Systemauslegung, Netzintegration und Regelung. Wiesbaden 2018, 6. aktualisierte Auflage, ISBN 978-3-8348-1426-5.
- Nutzung der Windenergie. Bonn 2016, 7. aktualisierte Auflage, ISBN 978-3-816-79587-2.
- Grid integration of wind energy conversion systems. John Wiley & Sons 2014, 3. aktualisierte Auflage, ISBN 978-1-119-96294-6.
- Windkraftanlagen im Netzbetrieb. Stuttgart 1996, 2. erweiterte Auflage, ISBN 3-519-16171-0.